# Modest Cuixart

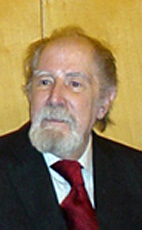
Modest Cuixart

Modest Cuixart i Tàpies bzw. Modesto Cuixart i Tàpies (* 2. November 1925 in Barcelona; † 31. Oktober 2007 in Palamós) war ein spanischer Maler. Er gehörte zu den wichtigen Vertretern der spanischen Nachkriegsmalerei, die im Stil des abstrakten Expressionismus und Informel arbeiteten.

## Leben und Werk
Modest Cuixart war ein Cousin von Antoni Tàpies. Er studierte ursprünglich Medizin, bevor er die Acadèmia Lliure de Pintura in Barcelona besuchte und sich ausschließlich der Malerei zuwandte.
Die Malerei von Modest Cuixart war ursprünglich stark vom Expressionismus beeinflusst. Seine Kunst entwickelte sich später zur abstrakten Malerei und zu Experimenten im Informel.
Im Jahr 1948 war Cuixart Mitbegründer der Künstlergruppe Dau al Set, zusammen mit Joan Brossa, Joan Ponç, Antoni Tàpies, Arnau Puig und Joan-Josep Tharrats in Barcelona.
Modest Cuixarts Kunst erreichte in den 1950er Jahren internationale Aufmerksamkeit. Im Jahr 1951 bekam er einen der Ersten Preise der 1. Biennale von São Paulo und war Teilnehmer der documenta in Kassel.
Er wurde mit zahlreichen Preisen in Spanien ausgezeichnet, unter anderem mit dem St. Jordi Kreuz, dem Orden Isabella der Katholischen und der Barcelona Gold Medaille.
Modest Cuixart war 1958 Teilnehmer der Biennale von Venedig und der documenta 2 (1959) in Kassel. Er lebte und arbeitete zuletzt in Girona (Katalonien, Spanien) und Paris.

## Wichtige Ausstellungen
(Auswahl)

### Einzelausstellungen
- 1954: „Antológica 1946–1955“, Museo Municipal de Mataró
- 1958: Galerie René Drouin, Paris
- 1959: Tooth Gallery, London / „Eloge a la matière“, Galerie Saint Germain, Paris
- 1960: „Antagonismes“, Musée des Arts Décoratifs, Paris / Museo de Arte Moderno, Buenos Aires / Paul Joachim Gallery, Chicago
- 1961: Ausstellung seiner Arbeiten über Bertolt Brecht im Thêatre des Champs Elyseés, Paris
- 1962: „Presencias 1945–1962“, Galeria René Metras, Barcelona / Galeria l’Attico, Rom
- 1964: Galeria Bonino, New York
- 1968: Museum der modernen Kunst, Jerusalem
- 1969: Galerie Angle Aigu, Brüssel / „Presencias de nuestro tiempo“, René Metras, Barcelona / Musée Rath, Genf
- 1972: Palacio de Congresos y Exposiciones, Madrid
- 1974: Château de Castell Nou, Frankreich
- 1975: „Desde Dau al Set, antológica“, Galeria Dau al Set, Barcelona
- 1977: Galerie d’Eent, Amsterdam / Galería Rayuela, Madrid
- 1980: Museo de Arte Moderno, Caracas
- 1984: Museo de Arte Nacional, Mexiko / Center for the Fine Arts, Miami
- 1985: Casa Cultura, Girona / Centre d’Exposicions de la Caixa, Barcelona
- 1988: Fundació Lladró, New York / Antológicas in Kōbe und Tokio, Japan / Antológicas, Girona
- 1989: „Antológica“, Andorra la Vella; Andorra
- 1991: „Antològica 1941–1991“, Departament de Cultura de la Generalitat de Catalunya, Barcelona
- 1995: „Antológica“, Centro Cultural de la Villa de Madrid de la Generalitat de Catalunya y Ayuntamiento de Madrid / Galerien Rifbroeck und Difswitk, Amsterdam
- 1998: Galeria Llucià Homs, Barcelona
- 2002: „Cuixart a Joan Ponç“, Céret (Frankreich)
- 2003: „Cuixart Ara“, Sala Verdaguer – Generalitat de Catalunya, Barcelona / „Cuixart Antológica“, M.A.C.U.F, La Coruña / Galeria Canals, Sant Cugat del Vallès

### Gruppenausstellungen
- 1948: „ I Salón de Octubre“, Barcelona
- 1957: „Ouvres d’Art de quelques collections foréziennes“, Musée de Saint-Étienne
- 1958: 29. Biennale von Venedig / Carnegie Institute of Pittsburgh, USA
- 1959: documenta 2, Kunst nach 1945, Kassel / „Jonge Spaanse Kunst“, La Haya, Amsterdam und Utrecht / „La Jeune Peinture Espangole“, Freiburg im Üechtland und Basel / „Premio Lissone“, Mailand
- 1960: „New Spanish Painting“, Tooth Gallery, London / „Before Picasso after Miró“, Solomon R. Guggenheim Museum, New York / „New Spanish Painting and sculpture“, Modern Art Museum und Corcoran Gallery, Washington, D. C. / „Actual Art“, Haus am Waldsee, Berlin
- 1961: „Actual Spanish Art“, Palais des Beaux Arts Brüssel; München, Helsinki / „New Spanish Paintings“, Art Museum, Tokio
- 1962: „Modern Spanish Painting“, Tate Gallery, London
- 1966: Contemporary Spanish Artists. Contemporary Arts Museum, Houston
- 1970: „Salón Internacional de Arte 70“, Basel
- 1981: „Homenatge a Picasso“ Galeria René Metras y Galeria Theo, Barcelona
- 1982: Arco ’82 Feria Internacional de Arte, Madrid
- 1989: „Grans Pintors Catalans“, Strassburg / „De Goya a Cuixart“, Kōbe (Japan)
- 1990: „The second vanguard“, Baruch College Gallery, University of New York
- 1992: Pabellón de Catalunya, Exposición Universal de Sevilla / „Katalanische Künstler in der Schweiz“, Davos / „Després de Miró, Constants de l’art català actual“, Nieuwe Kerk, Amsterdam
- 1995: „Homenaje a Pierre Deffontaines“, Institut Français, Barcelona / „Mediterrania un Mar d’Influències“, Casal de Solleric, Palma
- 1998: „104 EXLIBRID; Hommage an Walter Benjamin“, Lissabon
- 1999: „Dau al Set“, M.A.C.B.A, Barcelona